# ناحیه پایتختی اسلام‌آباد
ناحیه پایتختی اسلام‌آباد (ICT) یکی از دو ناحیه‌های فدرال پاکستان است. این ناحیه شامل شهر اسلام‌آباد پایتخت پاکستان و دارای گستره‌ای به مساحت ۱٬۱۶۵٬۵ کیلومتر مربع است. از این گستره، ۹۰۶ کیلومتر مربع را شهر اسلام‌آباد در برگرفته است.